# Hôtel de Mèredieu d'Ambois
L'hôtel de Mèredieu d'Ambois est un hôtel particulier français implanté à Périgueux dans le département de la Dordogne, en région Nouvelle-Aquitaine. Il a été édifié au XVIe siècle.

## Présentation
L'hôtel de Mèredieu d'Ambois se situe en Périgord, au centre du département de la Dordogne, dans le secteur sauvegardé du centre-ville de Périgueux, en rive droite de l'Isle, juste au nord de la cathédrale Saint-Front. C'est une propriété privée sise 2 rue de la Nation.

## Histoire
La construction de l'hôtel de Mèredieu d'Ambois remonte au XVIe siècle.
Le 16 décembre 1947, l'hôtel est inscrit au titre des monuments historiques.

## Architecture

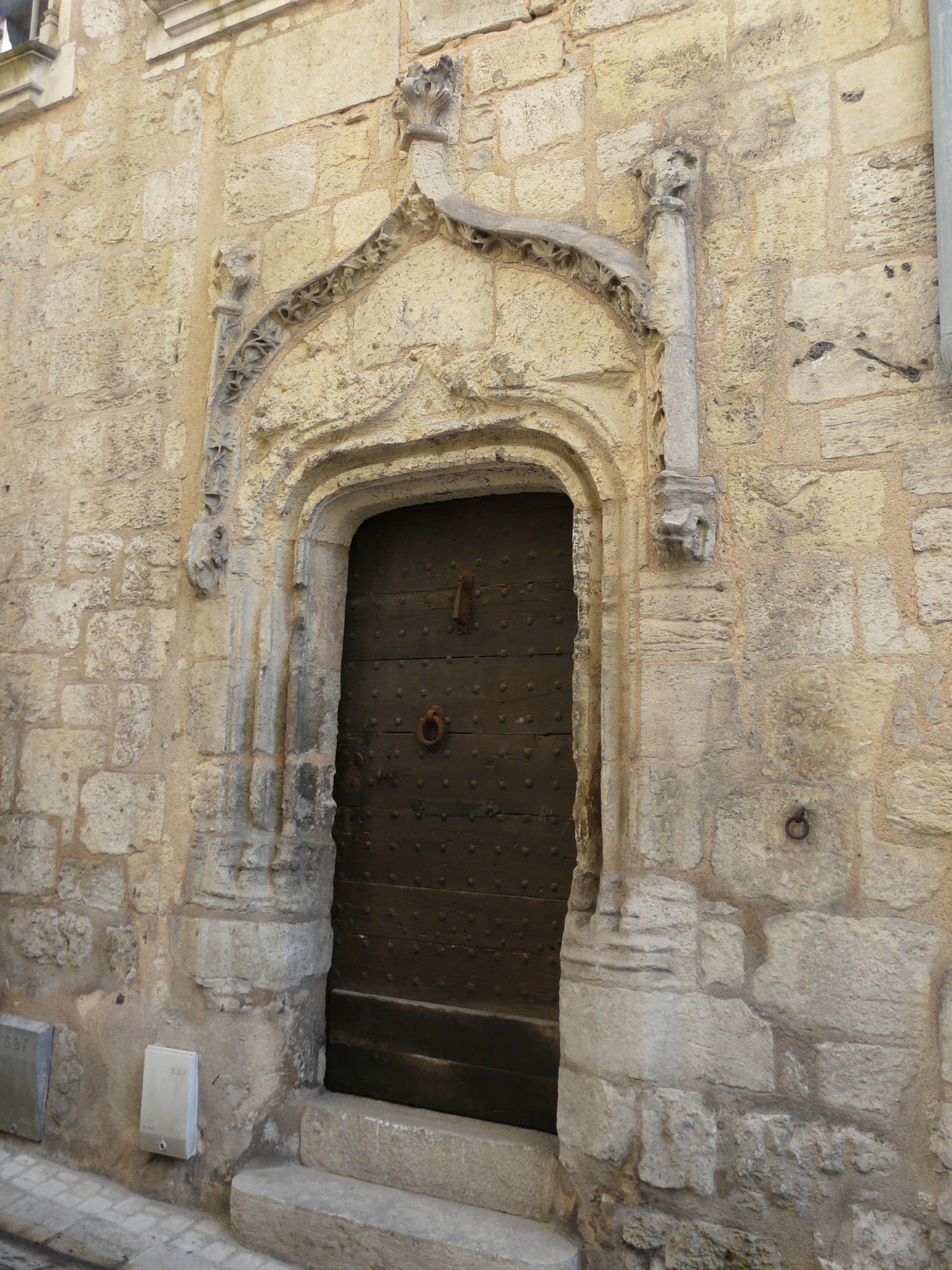
Le porche d'entrée.
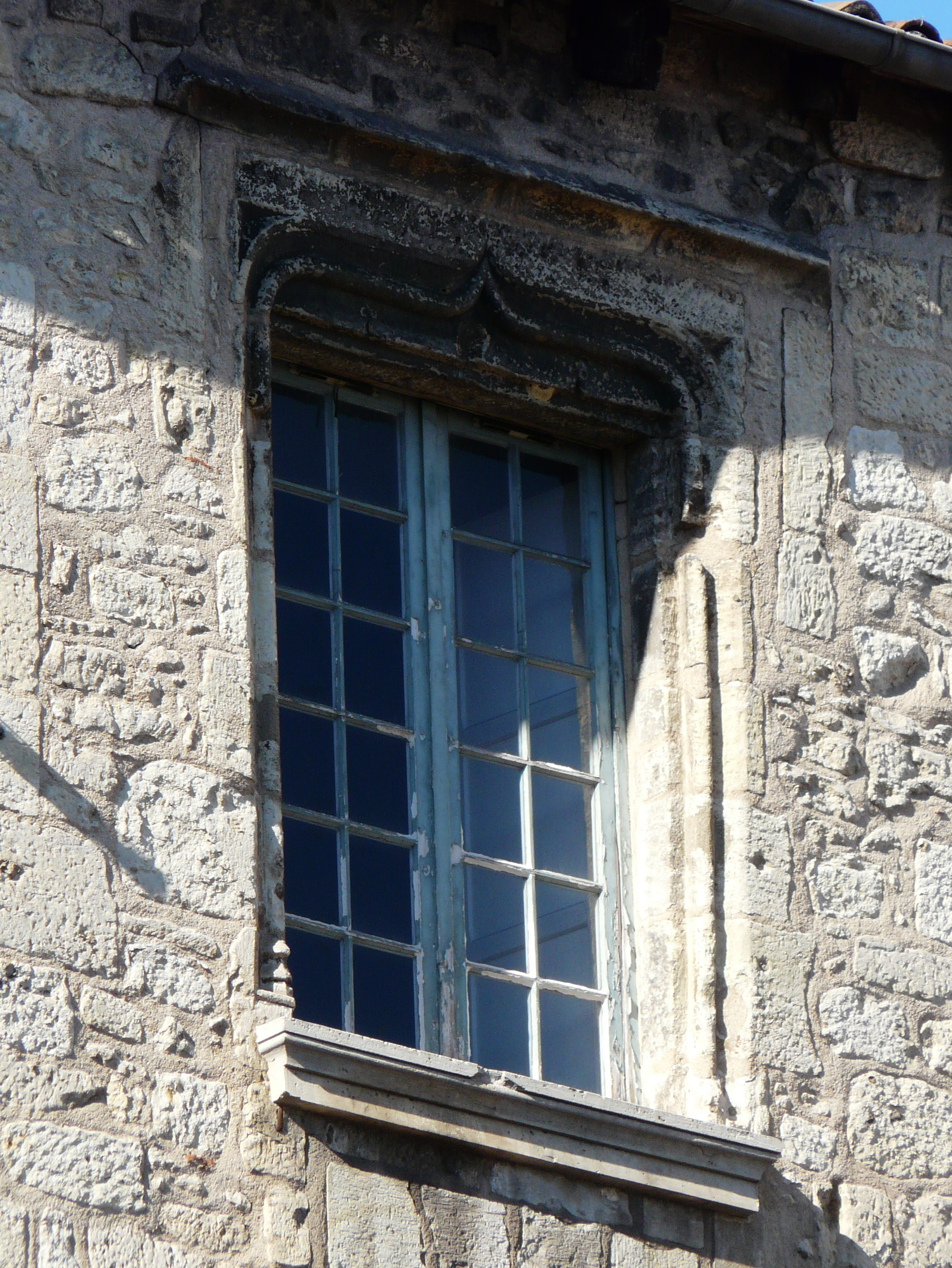
Fenêtre moulurée.